# Обратный отсчёт
Обратный отсчёт — хронометрический процесс, способствующий отсчитыванию оставшегося времени до какого-либо события в обратном направлении.

## Космонавтика

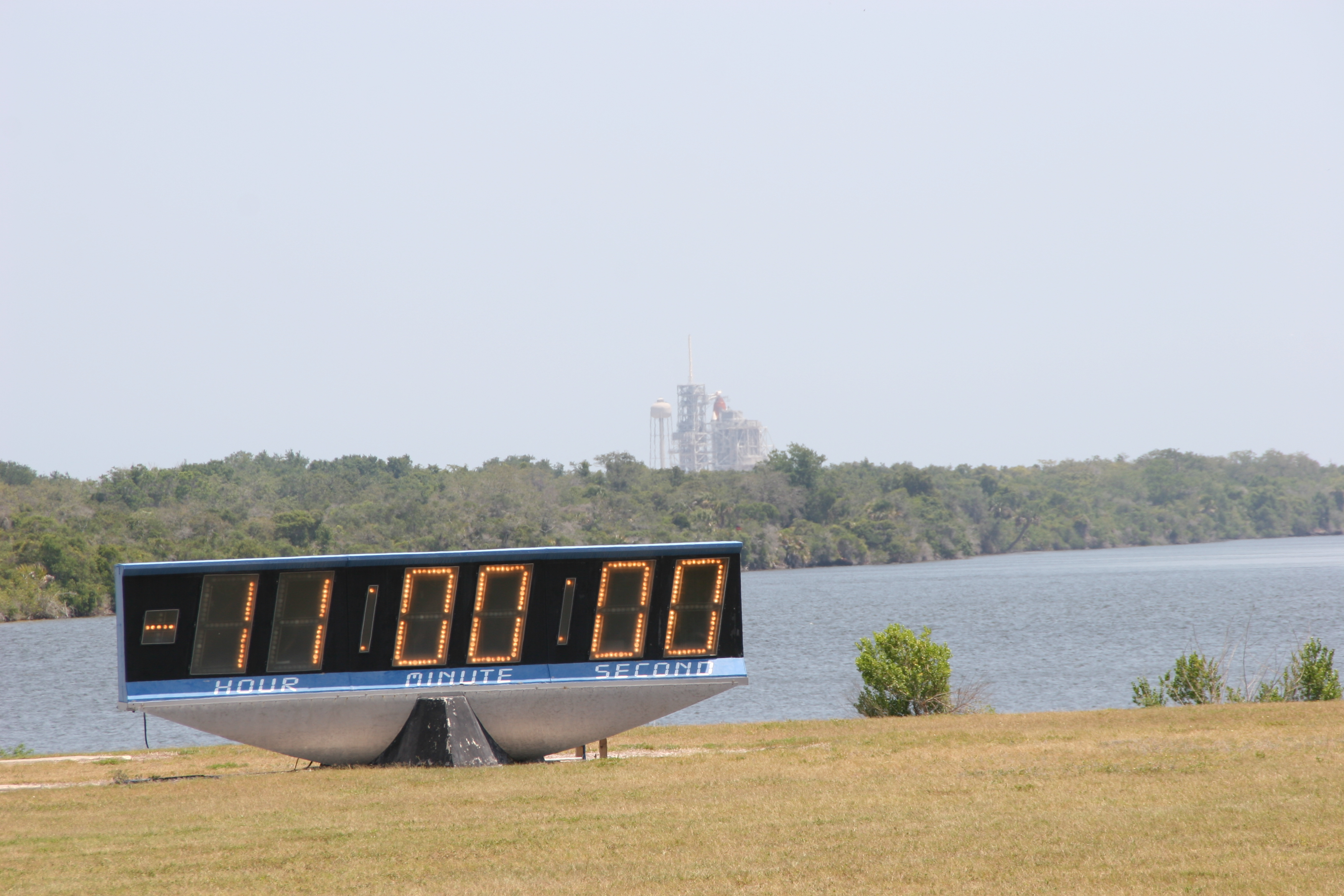
Часы обратного отсчёта в Космическом центре Кеннеди НАСА 28 апреля 2011 года при запуске челнока «Индевор»

Обратный отсчёт определяет множество процедур, связанных по времени с моментом зажигания ракетных двигателей. В зависимости от типов ракет, обратный отсчёт может начинаться за 72 или 96 часов до запуска.
Во время обратного отсчёта происходят такие события как:
- Доставка ракеты на место пуска и заправка её топливом.
- Компьютеры ЦУП связываются с датчиками ракеты и диагностируют состояние ракеты-носителя и полезной нагрузки.
- Проводится контроль погодных условий в ожидании окна запуска.
- Сотрудники безопасности предотвращают проникновение в зону пуска людей, не связанных с запуском.

### Происхождение
Первый известный случай использования обратного отсчёта перед стартом космического аппарата произошёл не в реальной практике космонавтики, а в художественном фильме 1929 года «Женщина на Луне».